# Gârbova
Gârbova (in ungherese Szászorbó, in tedesco Urwegen), è un comune della Romania di 2 106 abitanti, ubicato nel distretto di Alba, nella regione storica della Transilvania.
Il comune è formato da un insieme di 3 villaggi: Cărpiniș, Gârbova, Reciu.
A Gârbova si trova uno dei castelli più vecchi e meglio conservati della Tansilvania, fatto costruire da una famiglia nobile del luogo nel 1241.

## Altri progetti

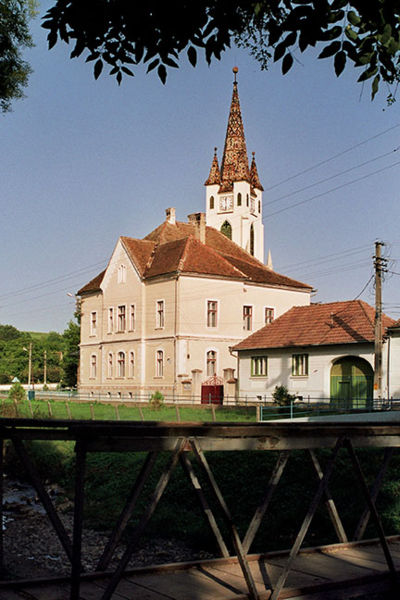